# Carlos Antônio Napion
Carlos Antônio Napion, ou Carlo Antonio Napione em italiano, (Turim, 30 de outubro de 1757 — Rio de Janeiro, 22 de junho de 1814) foi um químico piemontês que lutou contra os franceses e foi para Portugal a convite de D. Rodrigo de Sousa Coutinho, alistando-se no Exército Português. Acompanhou José Bonifácio de Andrada e Silva em 1800, por sua viagem de inspeção mineralógica a Estremadura e à Beira. Foi o 10º ministro do Superior Tribunal Militar.
Em 1807, foi promovido a brigadeiro, passando a exercer altos cargos como Inspetor Real do Exército e das oficinas e laboratórios de instrumentos bélicos.
Acompanhou ao Brasil a corte portuguesa, quando da  transferência desta ao Brasil em 1808.
Continuando sua carreira militar, chegando a marechal-de-campo e a tenente-general. Foi Inspetor Geral da Artilharia e membro do Conselho Supremo Militar, tendo criado uma fábrica de pólvora na fazenda da lagoa Rodrigo de Freitas, no Rio de Janeiro.
O seu nome está ligado ao da Academia Militar das Agulhas Negras, inaugurada como Academia Real Militar, da qual foi o primeiro comandante. Napion é o patrono do Quadro de Material Bélico do Exército Brasileiro.
O tenente-general Carlos Antônio Napion nasceu em Turim - Itália, em 1756. Sua história confunde-se com a do Material Bélico no Brasil. Revelou-se, desde cedo, um aficcionado pelo estudo da metalurgia E da química, buscando sempre o melhor aproveitamento militar para os metais. Em 1800, após a conquista da Itália por Napoleão Bonaparte, passa a servir ao Reino de Portugal como contratado.
Veio para o Brasil em 1808, integrando a comitiva da família real. Aqui chegando, foram atribuídas ao tenente general Napion múltiplas e difíceis missões ligadas à defesa e implantação da Indústria Militar de Material Bélico, bem como ao ensino militar superior. No setor de Material Bélico, na função de Inspetor Geral Real, criou e dirigiu a Fábrica Estrela e o Arsenal de Guerra do Rio, ambas as raízes de toda a estrutura de Material Bélico do Exército.
Foi também Inspetor Geral de Artilharia, ampliando a Real Fábrica de Armas da Conceição e aprimorando a estrutura das fortalezas da colônia. Como presidente da Junta Militar da Academia Real Militar, criada por D. João VI em 1810, coube a Napion organizá-la e dirigi-la, fato este que lhe conferiu o privilégio de ter sido o primeiro comandante das Academias Militares em terras brasileiras.
Seu nome figura em primeiro lugar na galeria de ex-comandantes, localizada na Academia Militar das Agulhas Negras. Permaneceu nesta função até sua morte em 22 de junho de 1814. Seus restos mortais encontram-se no Convento de Santo Antônio, no Rio de Janeiro. O precioso legado de realizações tornou-o merecedor do reconhecimento da instituição e do país, materializado através do decreto presidencial nº 59.068, de 12 de agosto de 1966  que o consagra Patrono do Quadro de Material Bélico.
Foi condecorado com a grã-cruz da Ordem da Torre e Espada.

## O primeiro aeronavegante do Exército Brasileiro

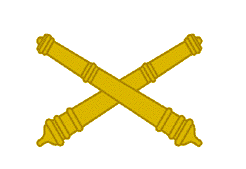
Símbolo do Material Bélico

O primeiro voo documentado em um aeróstato, em Turim – e o segundo na Itália - teve lugar no dia 11 de dezembro de 1783, seis meses após a primeira experiência de voo aerostático feita pelos irmãos Montgolfier em Annonay, quando o balão, com três membros da Academia de Ciências de Turim, Roberto De Lamanon, Tenente Carlo Antonio Napione e Giuseppe Amedeo, ascenderam aos céus por um espaço aberto entre as casas de Borgo Dora em Turim.  O balão levantou até a então Piazza d'Armi e andou 13 milhas. A corda que prendia o balão foi cortada pela Princesa da Carignano na presença do Duque e da Duquesa de Chablais. A experiência despertou a atenção de toda a população da capital do Piemonte. Para os moradores, a partir do dia desse evento memorável, esta região da cidade de Turim passou a ser chamada simplesmente de "Balon", onde mais tarde, este local foi transformado em um mercado. E da mesma forma, também é chamado o famoso mercado de pulgas que ocorre todos os sábados. Enquanto em cada segundo domingo do mês há a chamada "Gran Balon", feira de antiguidades. O Tenente Napione transforma-se assim no futuro e primeiro militar do Exército Brasileiro "Aeronavegante". 

## Ligações Externas
- «Exército Brasileiro - O Exército - Patronos - Napion - Quadro de Material Bélico»
- Di Carlo Antonio Gerolano Maria Galleani Napione Coconato, Carlos Napion, MAPA